# Hans Eijkelboom

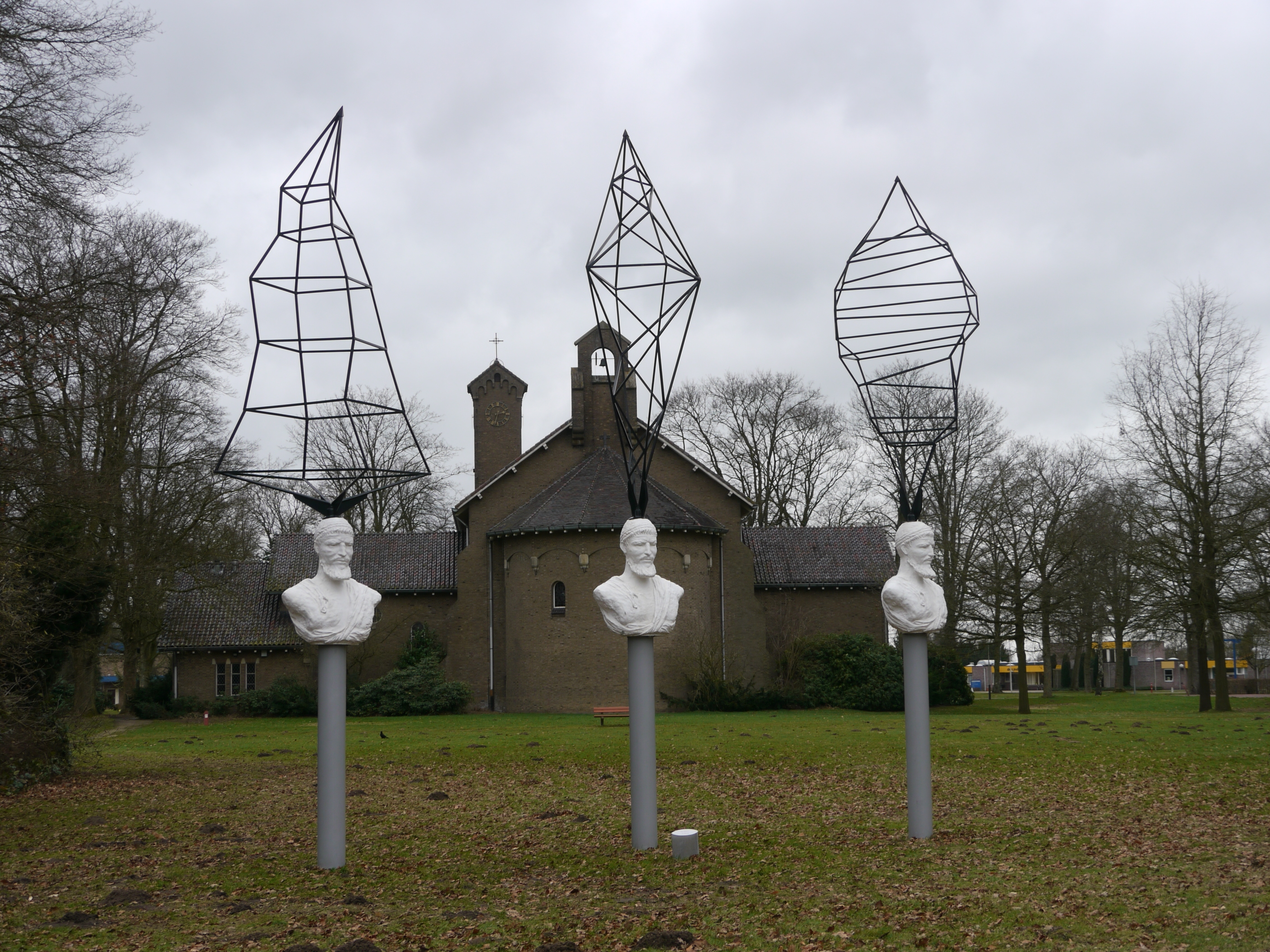
Drie filosofen - Hans Eykelboom (Apeldoorn)

Hans Eijkelboom (* 18. května 1949 v Arnhemu) je nizozemský konceptuální fotograf.

## Životopis
Eijkelboom studoval v letech 1967 až 1968 na Academie voor Kunst en Vormgeving 's-Hertogenbosch, v letech 1968 až 1973 na Akademii výtvarných umění v Arnhemu. V letech 1971 až 1972 byl účastníkem uměleckého institutu De Ateliers v Amsterdamu.
Hans Eijkelboom je pouliční fotograf. Pracuje v sériích a svůj fotografický zájem zaměřuje na oblečení kolemjdoucích, které fotografuje z výšky hrudníku. 25 let cestuje po městech po celém světě, včetně Amsterdamu, New Yorku, Paříže a Šanghaje. Primárně se věnuje módním stylům a atributům lidí, které vystavuje roztříděné podle kategorií - lidé ve flanelových košilích, kožichu nebo tričku jsou seskupeni do sérií. Nejprve navrhují uniformitu - a na druhý pohled pak představují jednotlivé detaily.
Hans Eijkelboom vydal celkem více než 30 fotoknih a v roce 2017 se účastnil výstavy documenta 14 v Kasselu.